# Марковське сільське поселення (Оршанський район)
Ма́рковське сільське поселення (рос. Марковское сельское поселение) — муніципальне утворення у складі Оршанського району Марій Ел, Росія. Адміністративний центр — село Марково.

## Історія
Станом на 2002 рік існували Великооршинська сільська рада (присілки Велика Орша, Гусево, Мала Орша, Овечкино, Ягодка), Каракшинська сільська рада (село Кучка, присілки Верхня Каракша, Мала Каракша, Норка, Ушаково, Чорний Ключ), Марковська сільська рада (присілки Івановка, Ільїнка, Малий Кугунур, Марійська Руя, Марково, Новинськ, Піштенгер, Руська Руя), Табашинська сільська рада (село Табашино, присілки Блиново, Відякіно, Вороб'ї, Зайцево, Клюкино, Стара Піжанка, селище Табашино) та Упшинська сільська рада (село Упша, присілок Хорошавіно, виселок Васильєвка, селище Хорошавінський).
28 квітня 2014 року були ліквідовані Табашинське сільське поселення (колишня Табашинська сільська рада), Великооршинське сільське поселення (колишня Великооршинська сільська рада), Каракшинське сільське поселення (колишня Каракшинська сільська рада) та Упшинське сільське поселення (колишня Упшинська сільська рада), їхні території увійшли до складу Марковського сільського поселення (колишня Марковська сільська рада).

## Населення
Населення — 3222 особи (2019, 3665 у 2010, 3766 у 2002).

## Склад
До складу поселення входять такі населені пункти:
| Населений пункт          | Населення, осіб (2002) | Населення, осіб (2010) |
| ------------------------ | ---------------------- | ---------------------- |
| Блиново, присілок        | 17                     | 31                     |
| Васильєвка, виселок      | 1                      | 1                      |
| Велика Орша, присілок    | 435                    | 429                    |
| Верхня Каракша, присілок | 23                     | 9                      |
| Відякіно, присілок       | 11                     | 16                     |
| Вороб'ї, присілок        | 18                     | 13                     |
| Гусево, присілок         | 6                      | 0                      |
| Зайцево, присілок        | 6                      | 12                     |
| Івановка, присілок       | 144                    | 114                    |
| Ільїнка, присілок        | 13                     | 8                      |
| Клюкино, присілок        | 41                     | 33                     |
| Кучка, село              | 107                    | 94                     |
| Мала Каракша, присілок   | 482                    | 512                    |
| Мала Орша, присілок      | 177                    | 171                    |
| Малий Кугунур, присілок  | 246                    | 225                    |
| Марійська Руя, присілок  | 19                     | 27                     |
| Марково, присілок        | 717                    | 754                    |
| Новинськ, присілок       | 79                     | 89                     |
| Норка, присілок          | 13                     | 8                      |
| Овечкино, присілок       | 18                     | 28                     |
| Піштенгер, присілок      | 20                     | 9                      |
| Руська Руя, присілок     | 8                      | 8                      |
| Стара Піжанка, присілок  | 20                     | 21                     |
| Табашино, село           | 461                    | 434                    |
| Табашино, селище         | 25                     | 37                     |
| Упша, село               | 451                    | 380                    |
| Ушаково, присілок        | 20                     | 14                     |
| Хорошавіно, присілок     | 46                     | 42                     |
| Хорошавінський, селище   | 123                    | 124                    |
| Чорний Ключ, присілок    | 0                      | 0                      |
| Ягодка, присілок         | 19                     | 22                     |